# Aleksandr Gribojedov

Aleksandr Gribojedov
(1873), Ivan Kramskoj, Tretjakovgalerij

Aleksandr Sergejevitsj Gribojedov (Russisch: Александр Сергеевич Грибоедов) (Moskou, 15 januari 1795 - Teheran, 11 februari 1829) was een Russisch toneelschrijver en diplomaat. Hij is vooral bekend geworden door zijn toneelstuk Lijden door verstand, dat het meest opgevoerde toneelstuk in Rusland is. 

## Leven
Gribojedov studeerde aan de Staatsuniversiteit van Moskou van 1810 tot 1812, toen hij werd opgenomen in een huzarenregiment. Hij verliet de dienst in 1816 om diplomaat te worden en hij werd in 1818 benoemd tot secretaris van de Russische ambassade in Perzië, die hem vervolgens een standplaats in Georgië gaf. In 1823 keerde Gribojedov terug naar Sint-Petersburg om zijn meesterwerk Lijden door Verstand aan de censuur te onderwerpen. Toen zijn werk echter afgekeurd werd, keerde Gribojedov verbitterd terug naar Georgië. Zijn kennis was belangrijk in de vredesonderhandelingen met Perzië, en de Russische delegatie slaagde erin een zeer gunstig akkoord te sluiten. Gribojedov werd door de gouverneur van Georgië, graaf Ivan Paskevitsj, naar Sint-Petersburg gestuurd met het akkoord. Daar werd dit nieuws zo goed ontvangen, dat kort daarna Gribojedov als gevolmachtigd minister naar Teheran werd gestuurd om toezicht te houden op de herstelbetalingen. Kort na zijn aankomst brak er een opstand uit onder fanatieke moslims, die de Russische ambassade bestormden. Daarbij kwam iedereen om het leven, en de lichamen werden gedurende drie dagen zodanig mishandeld dat Gribojedovs lichaam slechts herkend kon worden aan het litteken op zijn hand, dat hij had overgehouden aan een duel. Zijn lichaam werd overgebracht naar Tbilisi, waar hij werd begraven op de Mtatsminda-berg. Zijn vrouw, Nino Tsjavtsjavadze, was zwanger, en kreeg een miskraam toen ze hoorde van Gribojedovs dood. Zijn dood is omgeven door mysteries; sommige bronnen zeggen dat tsaar Nikolaas I de opstand in Teheran uit liet lokken om verlost te zijn van Gribojedov. 

## Werken
Gribojedov begon al vroeg met schrijven. Reeds in 1816 werd een toneelstuk (Jonge echtgenotes) opgevoerd in Moskou. Zijn meesterwerk is echter zonder twijfel Lijden door Verstand (Горе от ума), waarin Gribojedov via zijn hoofdpersoon Tsjatski een aanklacht laat horen tegen de Russische maatschappij. In feite was dit stuk de theoretische basis van de decembristenopstand in 1825. Het toneelstuk, dat volledig op rijm is gesteld, wordt nog regelmatig opgevoerd, en is het meest opgevoerde toneelstuk aller tijden in Rusland. Veel van de uitspraken zijn inmiddels een soort spreekwoord geworden in de Russische taal.

## Invloed
Aleksandr Poesjkin was een groot bewonderaar van Gribojedov. Tijdens zijn reizen door de Kaukasus kwam Poesjkin de kar tegen waarop het lichaam van Gribojedov naar Tbilisi werd vervoerd. Deze gebeurtenis werd later door Poesjkin verwerkt in zijn reisverslag.
In De Meester en Margarita van Michail Boelgakov is het huis van de Sovjetschrijvers vernoemd naar Gribojedov.

## In Nederlandse vertaling
Aleksandr Gribojedov. "Lijden door verstand". Vert. Michel Lambrecht, Antwerpen, Benerus, 2001. ISBN 9080268194
- Bibsys: 90065429
- Biblioteca Nacional de España: XX4710431
- Bibliothèque nationale de France: cb12044982w (data)
- CiNii: DA00874036
- Gemeinsame Normdatei: 118639366
- International Standard Name Identifier: 0000 0001 2320 5584
- Library of Congress Control Number: n80149409
- Nationale Bibliotheek van Letland: 000036450
- MusicBrainz: 6b5b3ad7-ce1f-49f4-91d7-4072bdaacdb6
- Bibliotheek van het Japanse parlement: 00522172
- Nationale Bibliotheek van Tsjechië: jn19992000246
- Nationale bibliotheek van Australië: 36566560
- Nationale Bibliotheek van Israël: 987007262172105171
- Nationale Bibliotheek van Polen: a0000001184566
- Nationale en Universitaire bibliotheek Zagreb: 000018064
- Nederlandse Thesaurus van Auteursnamen: 069508623
- Russische Staatsbibliotheek: 000081101
- Istituto Centrale per il Catalogo Unico: RAVV076769
- LIBRIS: 188688
- SNAC: w6b56zt8
- Système universitaire de documentation: 085796662
- Trove: 1296433
- Virtual International Authority File: 41858406
- WorldCat: E39PBJhhv63yv7bW3XFhdb3mh3